# Ильку, Иштван
Иштван Ильку (венг. Ilku István; 6 марта 1933, Будапешт — 16 апреля 2005 или 17 апреля 2005, Дорог) — венгерский футболист, играл на позиции вратаря.

## Биография

### Клубная карьера
Ильку в течение своей карьеры, которая насчитывала 15 сезонов, играл за одну команду «Дорог». Он стал основным вратарём команды, за которую сыграл более 400 матчей, а в 1962 году он признавался лучшим вратарём Венгрии.
В этом же клубе, в 1968 году он завершил карьеру в возрасте 35 лет.

### Карьера в сборной
В составе сборной Венгрии был участником чемпионата мира 1958 года, где сыграл один матч против сборной Мексики, который закончился победой венгров со счётом 4:0.
Через четыре года вошёл в состав сборной на чемпионате мира 1962 года, где сыграл один матч против сборной Болгарии, которой завершился победой венгров со счётом 6:1. Всего за сборную Венгрии сыграл 10 матчей, в которых пропустил 10 мячей.

### Тренерская карьера
По окончании игровой карьеры работал в клубе «Дорог» на двух тренерских должностях, в том числе и тренером вратарей.

### Смерть
Скончался 17 апреля 2005 года от сердечной недостаточности, в возрасте 71 года.